# Tipula (Pterelachisus) trupheoneura
Tipula (Pterelachisus) trupheoneura is een tweevleugelige uit de familie langpootmuggen (Tipulidae). De soort komt voor in het Palearctisch gebied.